# Кодалле, Клаус Михаэль
Клаус Михаэль Кодалле (нем. Klaus Michael Kodalle; род. 18 октября 1943, Гливице) — доктор философии, профессор, современный немецкий философ.

## Краткая биография
Клаус Михаэль Кодалле родился 18 октября 1943 года в г. Гливице (сегодня Польша). Он изучал философию, германистику и педагогику в Кёльнском университете. С 1982 по 1992 год — заведующий кафедрой философии религии и социальной этики Гамбургского Университета (ФРГ). На протяжении нескольких семестров был гостевым (приглашенным) профессором в различных университетах (США, Дания, Италия, Франция и Израиль). С 1992 по 2008 год — заведующий и профессор кафедры практической философии и этики Университета имени Фридриха Шиллера (Йена, ФРГ), а после этого и вплоть до настоящего времени является эмеритированным профессором этой кафедры.
Профессор Клаус Михаэль Кодалле является президентом философского общества Тюрингии (Эрфурт), членом многих немецких и международных научных обществ и академий, в том числе «Майнцской академии наук и литературы», «Международной Ассоциации Томаса Гоббса», а также членом редколлегии серии «Bibliotheca Studiorum», выходящей в издательстве «Юринком Интер» (Киев). Он опубликовал более 150 работ, среди которых более 10 монографий. В сферу философских интересов К. М. Кодалле в историческом контексте входят Томас Гоббс, Карл Шмитт, Сёрен Кьеркегор, Теодор Адорно, Владимир Янкелевич и другие мыслители, а в систематическом отношении — этика, политическая философия, философия религии. В последние годы К. М. Кодалле занимается темой «прощения» (Verzeihung).

## Основные работы Клауса Михаэля Кодалле
- Thomas Hobbes — Logik der Herrschaft und Vernunft des Friedens. — München, 1972.
- Politik als Macht und Mythos. Carl Schmitts 'Politische Theologie'. — Stuttgart, 1973.
- (zus. mit T. Koch u. H. Schweppenhäuser) Negative Dialektik und die Idee der Versöhnung. Eine Kontroverse über Theodor W. Adorno. — Stuttgart, 1973.
- Unbehagen an Jesus. Die Herausforderung der Psychoanalyse an die Theologie. — Olten/Schweiz, 1978.
- Die Eroberung des Nutzlosen. Kritik des Wunschdenkens und der Zweckrationalität im Anschluß an Kierkegaard. — Paderborn/München/Wien/Zürich, 1988.
- Dietrich Bonhoeffer. Zur Kritik seiner Theologie. — Gütersloh, 1991.
- Verzeihung nach Wendezeiten? Über Unnachsichtigkeit und mißlingende Selbst-Entschuldung. Jenaer philosophische Vorträge und Studien, Bd. 12. — Erlangen und Jena, 1994.
- Schockierende Fremdheit. Nach-metaphysische Ethik in der Weimarer Wendezeit. — Wien, 1996. — ISBN 978-3851652345.
- Annäherungen an eine Theorie des Verzeihens. Akademie der Wissenschaften und der Literatur Mainz. Abhandlungen der Geistes- und sozialwissenschaftlichen Klasse. Jg. 2006, Nr. 8 (Franz Steiner Verlag Stuttgart).
- Im Rückblick auf die Wende: Wie mit Schuld umgehen? Beobachtungen und Reflexionen. — Würzburg, 2009.

## Переводы работ Клауса Михаэля Кодалле на русский язык
- Кодалле, Клаус-Михаэль (Йена, ФРГ): Постулат разума, который был упущен Кантом, или дух прощения / Перевел с немецкого Владимир Абашник // Проблема раціональності наприкінці ХХ століття. Матеріали V Харківських міжнародних Сковородинівських читань (29-30 вересня 1998р.) — Харків: Університет внутрішніх справ, 1998. — С. 271—279.
- Кодалле, Клаус-Михаэль (Йена, ФРГ): Проблемы свободы и справедливости / Перевел с немецкого Владимир Абашник // Ідея справедливості на схилі ХХ століття. Матеріали VI Харківських міжнародних Сковородинівських читань (28-29 вересня 1999р.) — Харків: Університет внутрішніх справ, 1999. — С. 129—141.
- Кодалле, Клаус-Михаэль (Йена, ФРГ): Томас Гоббс: философия языка и политика / Перевел с немецкого Владимир Абашник // Практична філософія та правовий порядок. Збірка наукових статей. — Харків: Центр Освітніх Iніціатив, 2000. — С. 19—25.
- Кодалле, Клаус-Михаэль (Йена, ФРГ): Homo Perfectus? Инвалидность и человеческое существование / Перевел с немецкого Владимир Абашник // Філософія спілкування: Філософія, Психологія, Соціальна комунікація / Щорічний науково-практичний філософський журнал. — Харків: ХНТУСГ ім. Петра Василенка, 2010. — № 3. — С. 27—31.